# Fraktionelle Koordinaten
In der Kristallographie bilden fraktionelle Koordinaten ein Koordinatensystem, bei dem die Kanten einer Einheitszelle als Basisvektoren verwendet werden, um die Position von Atomen darzustellen.
Eine Einheitszelle ist ein Parallelepiped, welches das Kristallgitter erzeugt und über die Längen der drei Kanten a, b, c und die Winkel α, β, γ zwischen je zwei Kanten beschrieben werden kann (siehe Bild).

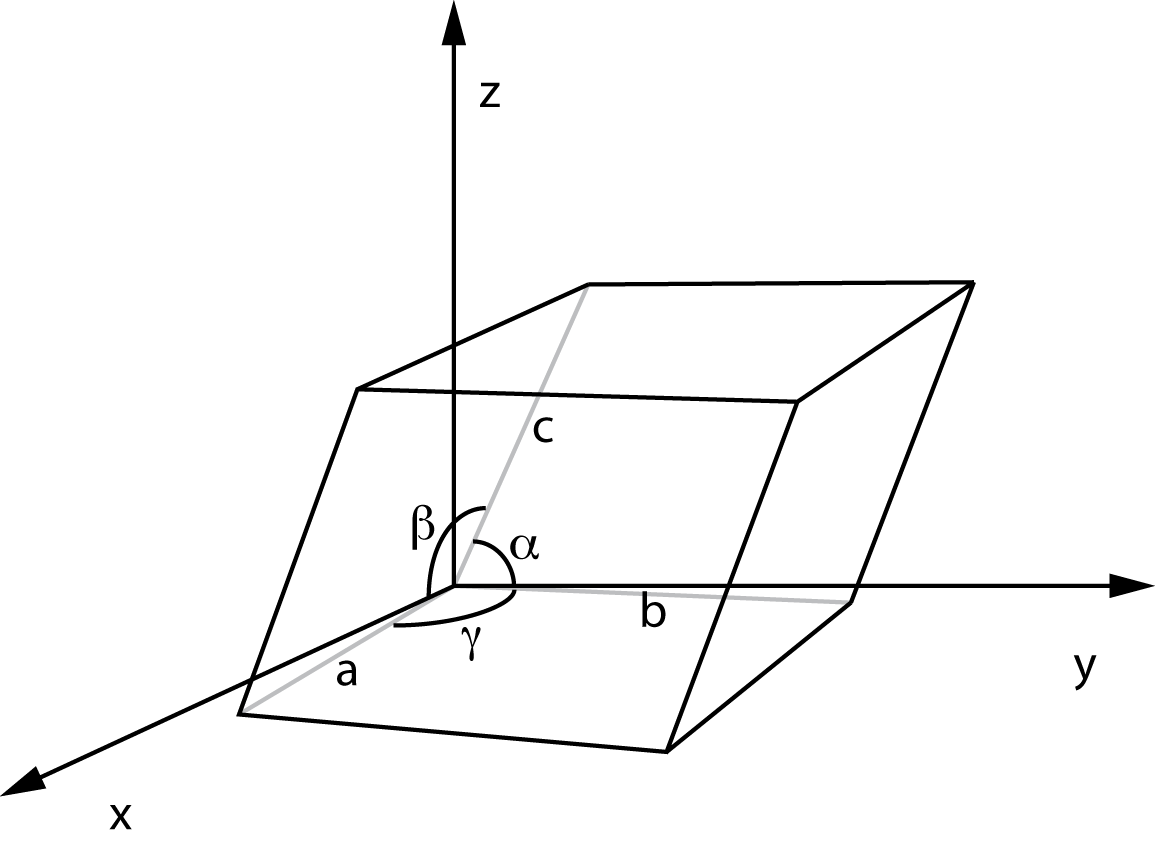
Definition der Einheitszelle über die Länge der Kanten a, b, c und die Winkel α, β, γ

## Umwandlung in kartesische Koordinaten
Für die Umwandlung von fraktionellen in kartesische Koordinaten nimmt man an, dass das kartesische Koordinatensystem bezüglich der Einheitszelle, bzw. die Einheitszelle bezüglich des kartesischen Koordinatensystems, wie folgt positioniert ist:
- die Koordinatenursprünge stimmen überein.
- der Vektor {\displaystyle {\vec {a}}} ist parallel zur x-Achse angeordnet.
- der Vektor {\displaystyle {\vec {b}}} liegt in der x-y-Ebene.
- die Lage des Vektors {\displaystyle {\vec {c}}} ergibt sich dann aus den beiden Winkeln α und β, vgl. Bild.

Bezeichnen {\displaystyle (x',y',z')} die fraktionellen Koordinaten eines Punkts, so berechnen sich die kartesischen Koordinaten {\displaystyle (x,y,z)} wie folgt:
{\displaystyle {\begin{pmatrix}x\\y\\z\\\end{pmatrix}}={\begin{pmatrix}a&b\cos(\gamma )&c\cos(\beta )\\0&b\sin(\gamma )&c{\frac {\cos(\alpha )-\cos(\beta )\cos(\gamma )}{\sin(\gamma )}}\\0&0&c{\frac {\sqrt {1-\cos ^{2}(\alpha )-\cos ^{2}(\beta )-\cos ^{2}(\gamma )+2\cos(\alpha )\cos(\beta )\cos(\gamma )}}{\sin(\gamma )}}\\\end{pmatrix}}{\begin{pmatrix}x'\\y'\\z'\\\end{pmatrix}}}

### Herleitung
Dabei lassen sich die Elemente der Matrix wie folgt herleiten:
Die erste Spalte entspricht der Definition des Vektors {\displaystyle {\vec {a}}}. Da dieser parallel zur x-Achse ausgerichtet ist, entspricht seine Länge dem Werte des ersten Elements, die anderen beiden sind Null.
{\displaystyle {\vec {a}}={\begin{pmatrix}|{\vec {a}}|\\0\\0\\\end{pmatrix}}={\begin{pmatrix}a\\0\\0\\\end{pmatrix}}}
Für die zweite Spalte ergeben sich über das Skalarprodukt zwischen den Vektoren {\displaystyle {\vec {a}}} und {\displaystyle {\vec {b}}}:
{\displaystyle {\begin{aligned}|{\vec {a}}|\,|{\vec {b}}|\,\cos \sphericalangle ({\vec {a}},{\vec {b}})&={\vec {a}}\cdot {\vec {b}}\\&=a_{1}b_{1}+a_{2}b_{2}+a_{3}b_{3}\\&=a_{1}|{\vec {b}}|\cos(\gamma )\\\end{aligned}}}
und damit:
{\displaystyle {\vec {b}}={\begin{pmatrix}|{\vec {b}}|\cos(\gamma )\\|{\vec {b}}|\sin(\gamma )\\0\\\end{pmatrix}}}
Die ersten beiden Elemente der dritten Spalte ergeben sich über die Skalarprodukte zwischen den Vektoren {\displaystyle {\vec {a}}} und {\displaystyle {\vec {c}}} beziehungsweise {\displaystyle {\vec {b}}} und {\displaystyle {\vec {c}}}, das dritte über die Länge des Vektors mittels Pythagoras:
{\displaystyle c_{1}=|{\vec {c}}|\cos(\beta )}
{\displaystyle c_{2}=|{\vec {c}}|{\frac {\cos(\alpha )-\cos(\beta )\cos(\gamma )}{\sin(\gamma )}}}
{\displaystyle c_{3}=|{\vec {c}}|{\frac {\sqrt {1-\cos ^{2}(\alpha )-\cos ^{2}(\beta )-\cos ^{2}(\gamma )+2\cos(\alpha )\cos(\beta )\cos(\gamma )}}{\sin(\gamma )}}}
und damit:
{\displaystyle {\vec {c}}={\begin{pmatrix}|{\vec {c}}|\cos(\beta )\\|{\vec {c}}|{\frac {\cos(\alpha )-\cos(\beta )\cos(\gamma )}{\sin(\gamma )}}\\|{\vec {c}}|{\frac {\sqrt {1-\cos ^{2}(\alpha )-\cos ^{2}(\beta )-\cos ^{2}(\gamma )+2\cos(\alpha )\cos(\beta )\cos(\gamma )}}{\sin(\gamma )}}\\\end{pmatrix}}}